# El Khasneh al Faroun
El Khasneh ("Il Tesoro", in arabo classico al-Khazīna al-Firaʿūn, dialettalmente el-Khasneh el-Farun, "il Tesoro del Faraone") è un monumento funerario dell'antica città di Petra, nell'odierna Giordania, scavato nella parete rocciosa di fronte allo sbocco della stretta gola di accesso al sito antico (Siq) e con una facciata monumentale.

## Storia
La data della costruzione del tempio è molto controversa e le varie ipotesi spaziano in un arco di tempo molto vasto, dal 100 a.C. al 200 d.C.. Probabilmente venne realizzata per ospitare la tomba del re nabateo Areta III (87-62 a.C.), detto "Filelleno", forse sotto Areta IV o un altro dei successori di Areta III.
Il disegno manifesta il contributo di cultura ellenistica provenienti dall'esterno: non ha infatti precedenti nelle facciate delle precedenti tombe locali e, a differenza di quasi tutte le altre, è isolata. In seguito la sua forma venne ripresa da due tombe monumentali: i cosiddetti tempio di El Deir, o "del Monastero" (in arabo ﺩﻳﺮ‎?, dayr), e la "Tomba corinzia".
Il nome con il quale è conosciuta deriva dalla leggenda che un tesoro fosse nascosto nell'urna intagliata alla sommità del secondo ordine, che fu per questo oggetto di spari, nel tentativo di romperla.

## Struttura

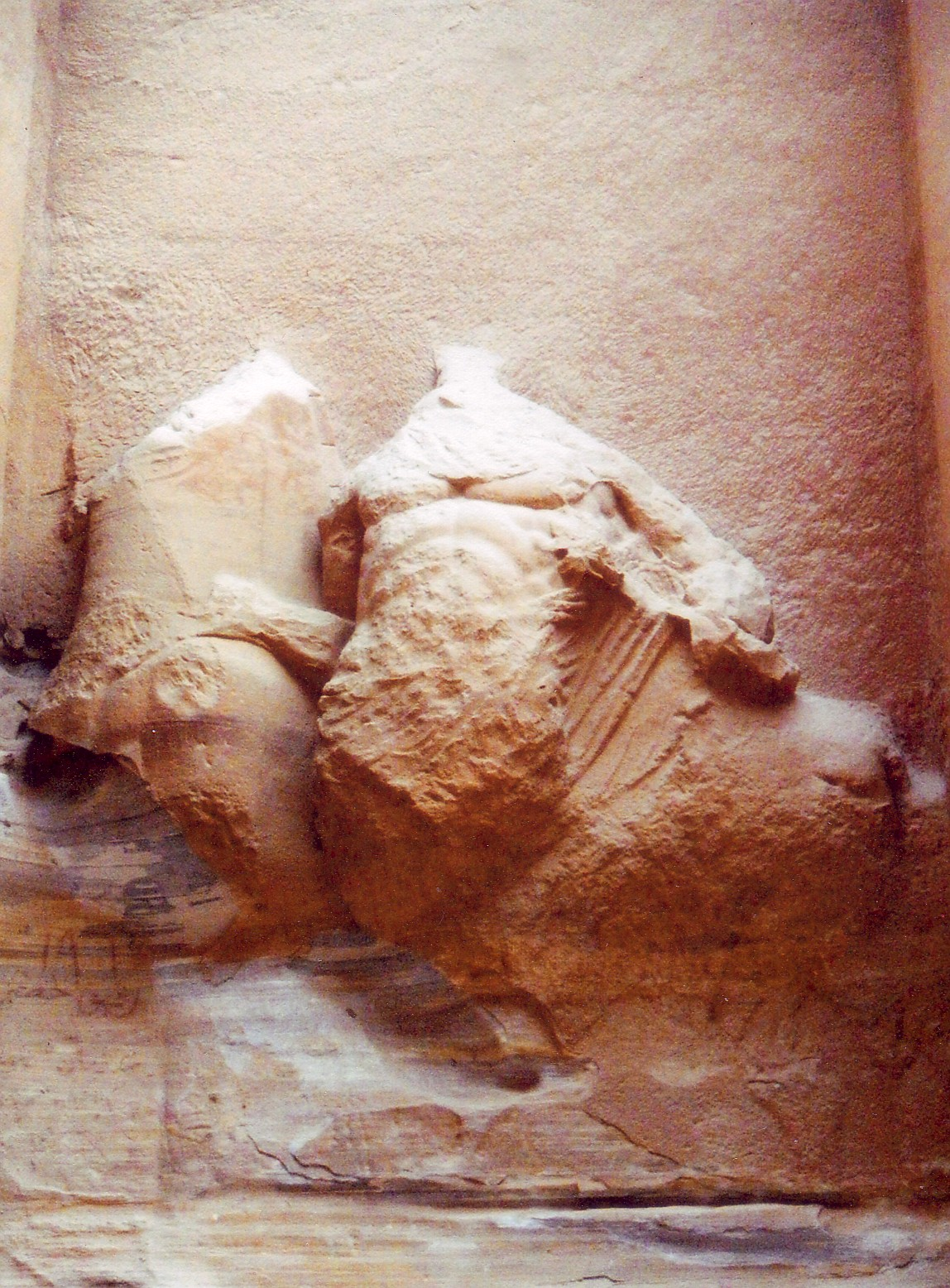
I Dioscuri particolare del lato sinistro

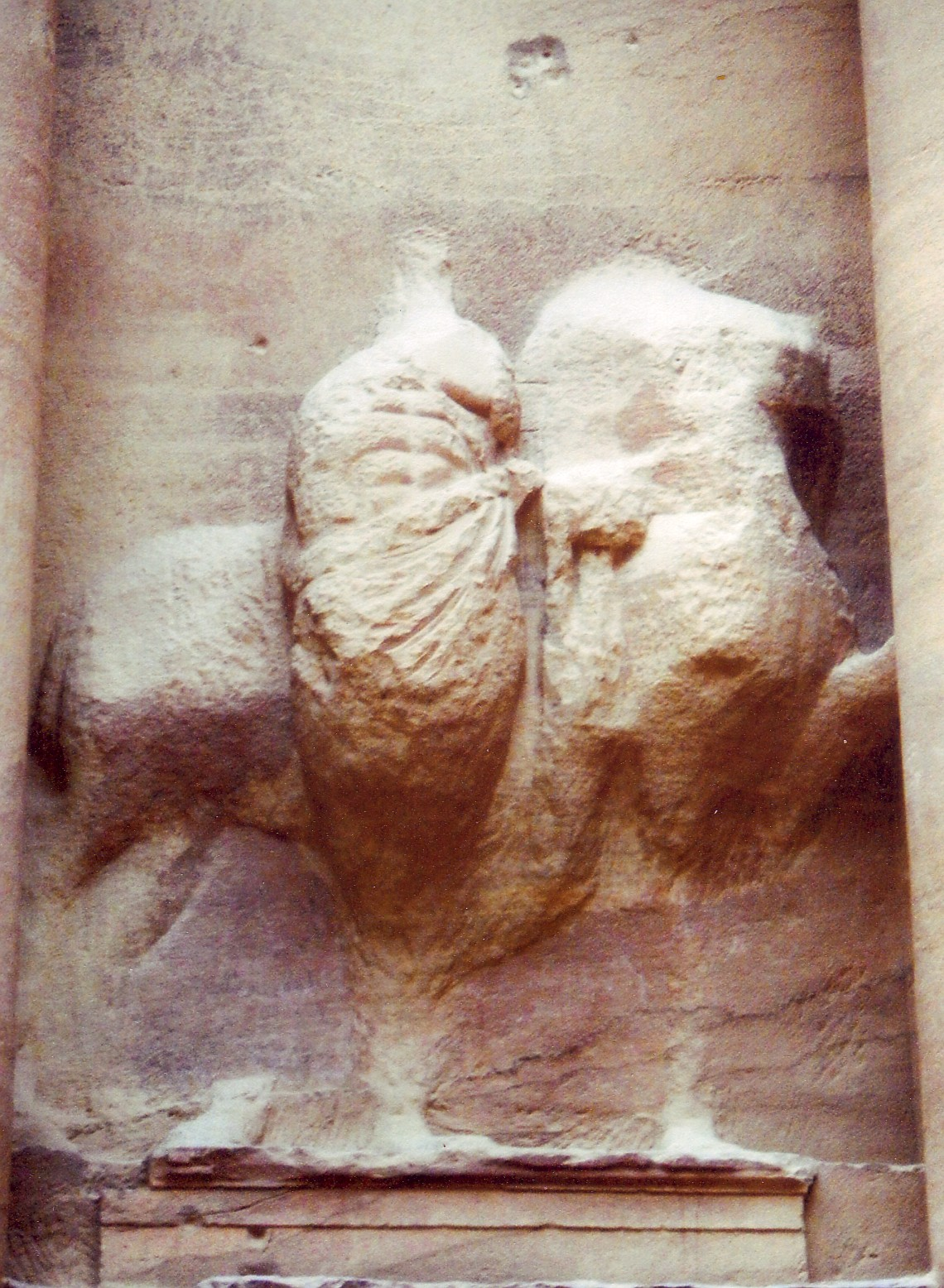
I Dioscuri particolare del lato destro

La facciata, larga circa 28 m e alta 39,6 m, è suddivisa in due ordini: quello inferiore riprende la facciata di un tempio, con quattro colonne, la relativa trabeazione e il basso frontone con al centro il timpano con testa di Gorgone, circondata dalla vegetazione e ai lati degli acroteri. A questa si aggiungono due colonne laterali addossate alla parete di roccia, sulle quali prosegue la trabeazione dopo aver formato una rientranza. Nei comparti laterali sono rappresentati dei cavalli con figure umane, identificate con i Dioscuri.
Al di sopra di questo il secondo ordine, poggiato su un podio che consente lo sviluppo del frontone sottostante, è riccamente articolato: le colonne formano due avancorpi laterali e al centro si spostano sul fondo, formando una specie di finto porticato intorno ad uno spazio centrale. Questo è occupato da una thòlos, o tempietto circolare, coperta da un tetto a cono e sormontata da un'urna sorretta da un capitello; gli avancorpi laterali sono sormontati da mezzi frontoni spezzati, che contribuiscono a inquadrare la tholos centrale, dando unità all'insieme. Sugli avancorpi laterali sono statue su piedistalli, tra cui due vittorie alate ed altre quattro figure di cui non si conosce il significato; sulla tholos vi è la statua della dea Iside al centro. In cima alla facciata sono raffigurate due aquile, erose dalle intemperie.
I capitelli sono disegnati prendendo a modello quelli dell'ordine corinzio, ma con una ricca decorazione vegetale, e uno schema compositivo adattato a quello dei locali "capitelli nabatei".
Gli spazi interni del primo piano, scavati nella roccia, comprendono un profondo porticato, che dà accesso a due ambienti laterali con portali riccamente decorati e ad un'ampia camera centrale con una stanzetta più piccola aperta sul fondo, alle quali si accede mediante alcuni gradini. I fori ricavati nella parete di roccia interna indicano che in origine questi ambienti erano decorati con un rivestimento in stucco. Ai lati della porta dell'ambiente centrale sono ricavati sulla facciata della camera due ampi bacini per abluzioni. La presenza di questi bacini ha indotto a ipotizzare un utilizzo come tempio, dedicato a una divinità o a un sovrano defunto divinizzato, più che come tomba.
Lo scavo della facciata monumentale della tomba, fortemente approfondita rispetto alla superficie esterna, ha permesso la sua ottima conservazione, nonostante la perdita dei rilievi che un tempo l'adornavano. Una delle colonne del portico, mancante, è stata ricostruita nel 1960 dal dipartimento delle antichità giordano.
Ai lati della facciata sono presenti file di gradini scavati nella roccia, che dovevano permettere di raggiungerne la sommità.
Nel 2003 vennero scoperte, alla base del lato destro dell'edificio, alcune tombe, probabilmente appartenenti alla famiglia di Areta IV.

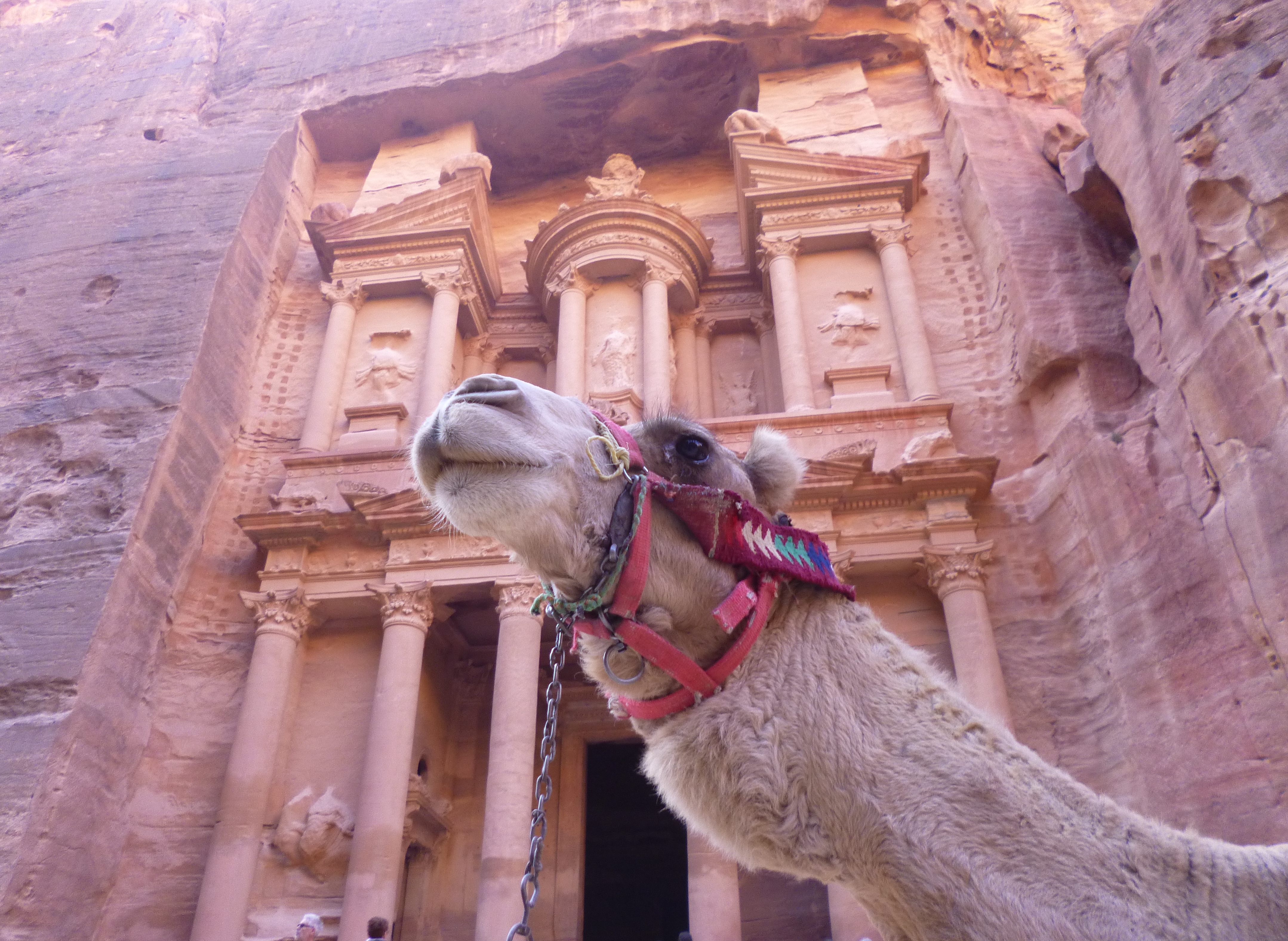
Dromedario seduto di fronte a El Khasneh

## Riferimenti nella cultura di massa
- El Khasneh al Faroun è apparso in molti film hollywoodiani, il più famoso dei quali è probabilmente Indiana Jones e l'ultima crociata, dove la facciata del monumento è stata utilizzata come ingresso al sacrario dov'è conservato il Santo Graal; le scene degli interni del tempio del Graal furono invece girate agli Elstree Studios in Inghilterra.
- Nell’albo Coke in Stock della serie a fumetti Le avventure di Tintin, i protagonisti raggiungono Petra dove proprio all’interno de El Khasneh si è rifugiato l’emiro Ben Kalish Ezab, fuggito dal suo rivale Bab el Ehr che ha preso il potere.
- Il sepolcro di El Khasneh figura anche nel video musicale della canzone Dominion, uscita nel 1988, della band gothic rock The Sisters of Mercy.